# Myron Simpson
Myron Simpson (* 30. Juli 1990 in Auckland) ist ein ehemaliger neuseeländischer Radsportler, der vor allem auf der Bahn aktiv war.

## Sportliche Laufbahn
Schon 2005, im Alter von 15 Jahren, entschied Myron Simpson den Derby-Wettbewerb der Ozeanienspiele auf der Bahn für sich. Im Jahr darauf errang er fünf nationale Jugendtitel in verschiedenen Disziplinen des Bahnradsports. 2007 wurde er Vize-Weltmeister der Junioren im Omnium sowie neuseeländischer Junioren-Meister im Sprint.
Ab 2010 startete Sympson in der Elite und errang gemeinsam mit Ethan Mitchell und Andy Williams den nationalen Meistertitel im Teamsprint. Bei den Ozeanischen Radsportmeisterschaften 2011 siegte er im Scratch. 2013 wurde er gemeinsam mit Aaron Gate neuseeländischer Meister im Zweier-Mannschaftsfahren.
Im Mai 2015 erklärte Myron Simpson, der auch als Jugendtrainer aktiv ist, seinen Rücktritt vom aktiven Radsport. Als Grund nannte er fehlende Motivation. Simpson gründete ein Unternehmen, das Myron's Muesli vertreibt. Ursprünglich war die Unternehmung als Crowdfunding gedacht, um seine Qualifikation für die Olympischen Spiele in Rio de Janeiro zu finanzieren.